# Рене Бурбон-Пармський
Рене Бурбон-Пармський ((фр. René de Bourbon-Parme) при народженні Рене Карло Марія Джузеппе Бурбон-Пармський (фр. René Carlo Maria Giuseppe de Bourbon-Parme), 17 жовтня 1894, Шварцау-ам-Штайнфельд, Австрійська імперія — 30 липня 1962, Копенгаген, Данія) — принц Бурбон-Пармський, син Роберта I, герцога Бурбон-Пармського та Марії Антонії Португальської. Принц Рене був батьком королеви Румунії Анни, дружини Міхая I.

## Біографія
Принц Рене був дев'ятнадцятою дитиною з двадцяти чотирьох дітей останнього герцога Пармського Роберта I та його другої дружини Марії Антонії Португальської, молодшої дочки поваленого короля Мігеля I та Аделаїди Левенштайн-Вертгайм-Розенберзької . Серед його братів і сестер були Зіта — дружина останнього австрійського імператора Карла I та Феліче — чоловік Великої герцогині Люксембурзької Шарлотти.
Рене народився 1894 року у Шварцау-ам-Штайнфельде і був вихований у Відні. Здобував освіту в Терезіанумі, закінчив військову академію і служив як кавалерійський офіцер в імператорській армії.

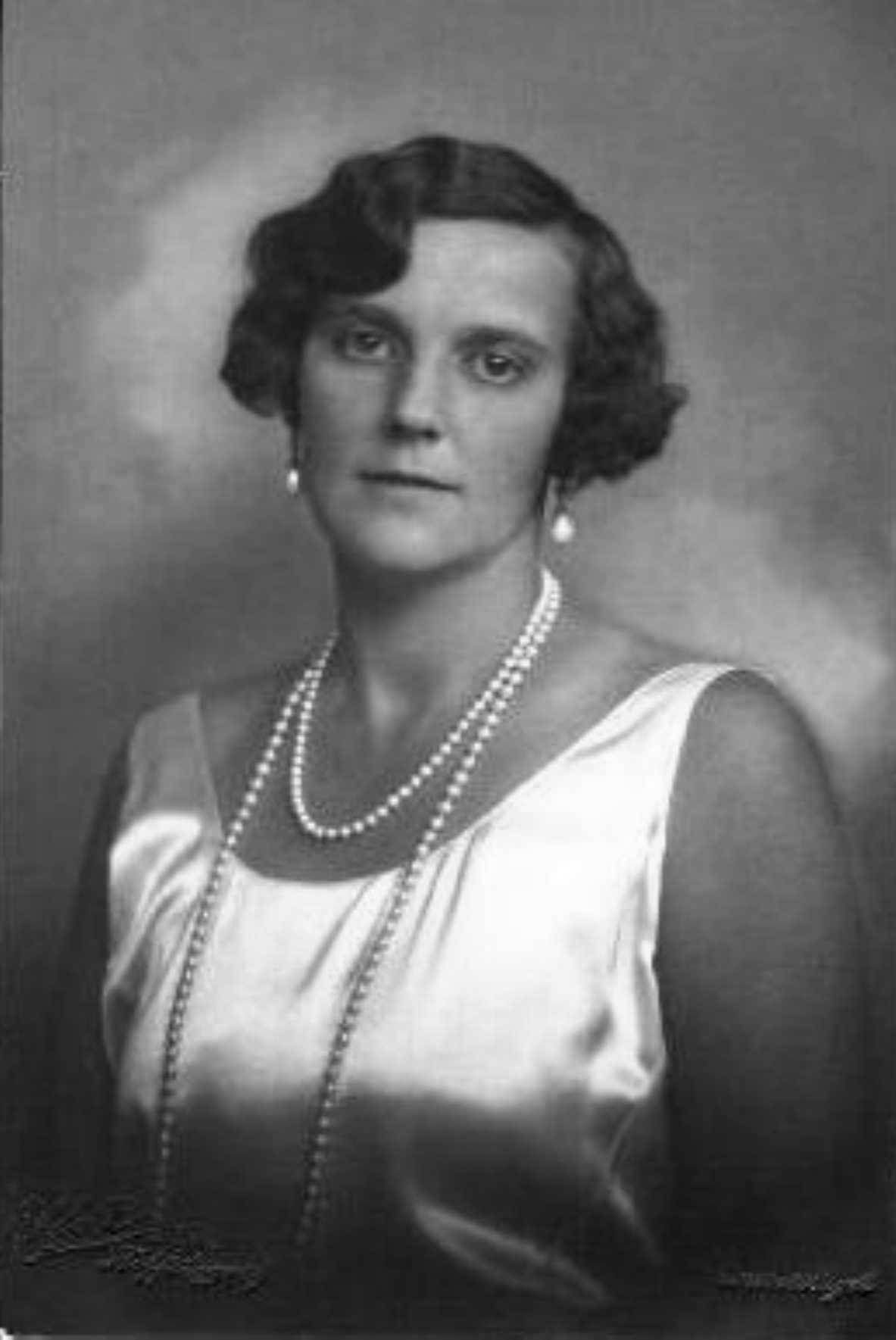
Принцеса Маргарет Данська.

9 червня 1921 року принц Рене одружився з данською принцесою Маргарет, дочкою Вальдемара Данського та Марії Орлеанської. За віросповіданням принцеса була католичкою, оскільки умовою укладання шлюбу її батьків було те, що сини, народжені у шлюбі, приймали релігію батька (лютеранство), а дочки — релігію матері (католицтво). По батькові була онукою короля Кристіану ІХ. У шлюбі народилося четверо дітей:
- Жак (1922—1964) — був одружений з графинею Біргітте Олександрою Марією аф Гольштейн-Ледреборг (1922—2009), мали трьох дітей:
  - Пилип Бурбон-Пармський (нар. 22.01.1949)
    - Жак Карл Крістіан Марі Бурбон-Пармський (нар. 03.01.1986)
    - Джозеф Аксель Алан Ерік Марі Бурбон-Пармський (нар. 06.06.1989), з 2018 року одружений з Анне-Луїзою Богелов Баддом

  - Лоріана (нар. 27.07.1953)
  - Алан (нар. 15.05.1955)
- Анна (1923—2016) — дружина поваленого короля Румунії Міхая I (1921—2017), мали п'ять дочок;
- Мішель (1926—2018[4]) — був одружений з принцесою Йоландою де Бройлі-Ревель, мав п'ятьох дітей, вдруге одружений з принцесою Марією Піа Савойською, дітей не мали;
- Андре (1928—2011) — був одружений з Мариною Гекрі, мав трьох дітей
  - Тетяна (нар.1961)
  - Астрід (нар.1964)
  - Аксель (нар.1967)

Перед весіллям Рене прийняв французьке громадянство. Через кілька тижнів після народження первістка подружжя їздило до Парижа для посвідчення особи новонародженого принца. Сім'я була не надто багатою, проте подружжя з дітьми жило в комфорті. Проживали переважно на віллі Сен-Моріс. Під час фінансової кризи 1920-х та 1930-х років сім'я суттєво скоротила свої витрати.
Після оголошення Другої світової війни Рене намагався приєднатися до французької армії. У результаті він вирушив до Фінляндії, де вступив добровольцем до армії. Сини принца воювали в Європі та на Далекому Сході, а дочка Анна працювала механіком у Марокко. У 1939 році подружжя втекло від нацистів в Іспанію. Звідти вони вирушили до Португалії та, нарешті, до США. У вересні 1944 року на запрошення свого брата Феліче був присутній у Люксембурзі, коли його звільнили від нацистів.
Після закінчення війни подружжя оселилося в Данії. У 1947 році вони були гостями на весіллі принцеси Єлизавети та Філіпа Маутбеттена в Лондоні, куди вони вирушили разом із дочкою Анною. На весіллі принцеса Анна познайомилася з королем Румунії Міхаєм I, з яким пізніше одружилася.
У 1953 році Рене був заарештований за керування в стані алкогольного сп'яніння, за що король Фредерік IX заборонив йому їздити на данських дорогах протягом року. Рене помер 30 липня 1962 року в Копенгагені на 67-му році життя. Через два роки його старший син принц Жак загинув в автомобільній катастрофі. Його дружина Маргарет дожила до глибокої старості та померла у віці 97 років у 1992 році.